# Mizar (zvezda)
Mízar (ζ UMa, ζ Ursae Majoris, Zeta Ursae Majoris) je zvezda v ozvezdju Velikega medveda (Ursa Major), srednja zvezda ojesa Velikega voza. Ime Mizar izvira iz arabščine ميزر mīzar in pomeni pas.
Mizar ima navidezni sij 2,40m in spektralni razred A1 V.
V bližini Mizarja se nahaja temnejša zvezda Alkor, ki ima magnitudo 4,02m. Razločevanje teh dveh zvezd z golim očesom je bil dolgo časa preskus dobrega vida. Trenutno še ni natančno znano ali zvezdi tvorita pravo dvozvezdje ali sta le navidezno tesno skupaj.